# Pygophora pallipalpis
Pygophora pallipalpis är en tvåvingeart som först beskrevs av Stein 1910.  Pygophora pallipalpis ingår i släktet Pygophora och familjen husflugor. Inga underarter finns listade i Catalogue of Life.